# Cryphaea obovatocarpa
Cryphaea obovatocarpa là một loài rêu trong họ Cryphaeaceae. Loài này được S. Okamura mô tả khoa học đầu tiên năm 1911.